# 洗者若翰 (多那太罗,锡耶纳)
洗者若翰（San Giovanni Battista）是佛罗伦萨艺术家多那太罗的一尊雕塑，于1455年左右在家乡佛罗伦萨创作。1457年，这位艺术家将未完成的雕像分解后带到锡耶纳。雕像高185厘米，放置在锡耶纳主教座堂的圣若翰洗者小堂（Cappella di San Giovanni Battista）。